# Jan Schaffrath
Jan Schaffrath, né le 17 septembre 1971 à Berlin, est un ancien coureur cycliste allemand. Il est également sélectionneur de l'équipe de cyclisme sur route allemande lors des championnats du monde et des Jeux olympiques.

## Biographie
Après avoir été champion du monde des militaires à deux reprises, Jan Schaffrath commence sa carrière professionnelle en 1997 dans l'équipe Telekom. Il y effectue la totalité de sa carrière comme coéquipier de Jan Ullrich et Erik Zabel. À la fin de sa carrière en 2005, il accompagne ce dernier dans la nouvelle équipe Milram en y devenant directeur sportif.
En 2007, il intègre l'équipe dirigeante de la T-Mobile, qui devient High Road en 2008. Cette équipe disparaît à la fin de l'année 2011. Il est engagé en 2012 par l'équipe belge Omega Pharma-Quick Step.

## Palmarès
- 1990
  - 2e du Tour de Saxe
- 1991
  - 3e du Rund um Berlin
- 1992
  - 2e du championnat d'Allemagne du contre-la-montre par équipes
- 1993
  -  Champion d'Allemagne du contre-la-montre par équipes (avec Jens Voigt et Rüdiger Knispel)
  - Rund um Berlin
- 1994
  -  Champion du monde sur route militaires
  - Tour de l'Oder
  -  Médaillé d'argent du championnat du monde militaires du contre-la-montre par équipes
  -  Médaillé de bronze au championnat du monde du contre-la-montre par équipes
- 1996
  -  Champion du monde sur route militaires
  - 4ea (contre-la-montre par équipes) et 4eb étapes du Tour de Basse-Saxe
  - Tour de Nuremberg
- 1997
  - 3e du Tour de Basse-Saxe
- 2000
  - 3e du Tour de Nuremberg

## Résultats sur les grands tours

### Tour de France
- 1999 : 136e

### Tour d'Italie
- 2002 : 122e
- 2005 : 56e

### Tour d'Espagne
- 2001 : 113e
- 2002 : 89e
- 2003 : abandon (4e étape)